# أمبولة

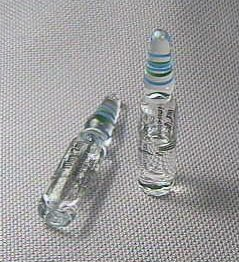
أمبولة تحتوي على دواء

الأمبولة عبارة عن قارورة مغلقة والتي تستخدم لحفظ عينة غالباً ما تكون اما في الحالة الصلبة أو السائلة، بصورة شائعة تصنع من الزجاج. و كذلك توجد امبولات مصنعة من البلاستيك.
الامبولات الحديثة يكثر استخدامها لتحتوي الأدوية و مواد كيميائية لحمايتها من الهواء والملوثات.
و تكون مغلقة باحكام من خلال لَحِم الجزء العلوي الرقيق بواسطة اللهب. و يتم فتحها بفرقعة عنق القارورة